# بيتر ريتشاردز (مصور)
بيتر ريتشاردز (بالإنجليزية: Peter Richards)‏ هو مصور بريطاني، ولد في 1970.